# Kransekake

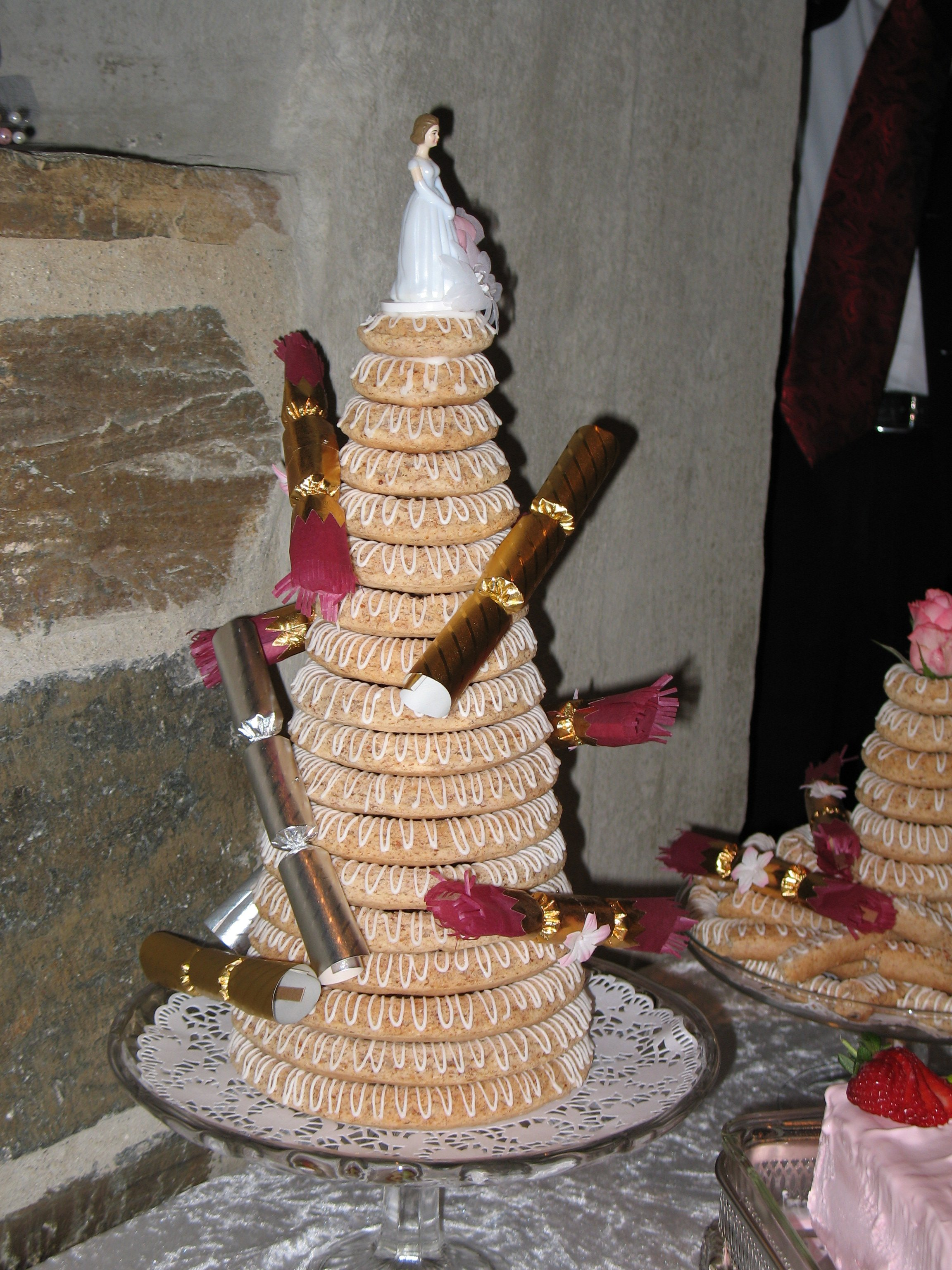
Kransekake.

El kransekake (literalmente ‘tarta anillo’) es un postre tradicional noruego (kransekake) y danés (kransekage) consumido habitualmente en ocasiones especiales, como bodas, bautizos, Navidad, Yule o Año Nuevo. Los kransekakes tienen forma de una serie de anillos concéntricos de pastel, puestos unos sobre otros para formar una especie de pirámide. Se elabora con almendra, azúcar y clara de huevo (como el mazapán). El kransekake ideal es duro al tacto, aunque blando y masticable al comerlo. La variante original usada en las bodas se denomina overflødighedshorn (‘cuerno de la abundancia’) y tiene forma de cornucopia rellena de bombones, galletas y otros dulces pequeños. A veces se pone una botella de vino en el centro.